# Tschäggättä

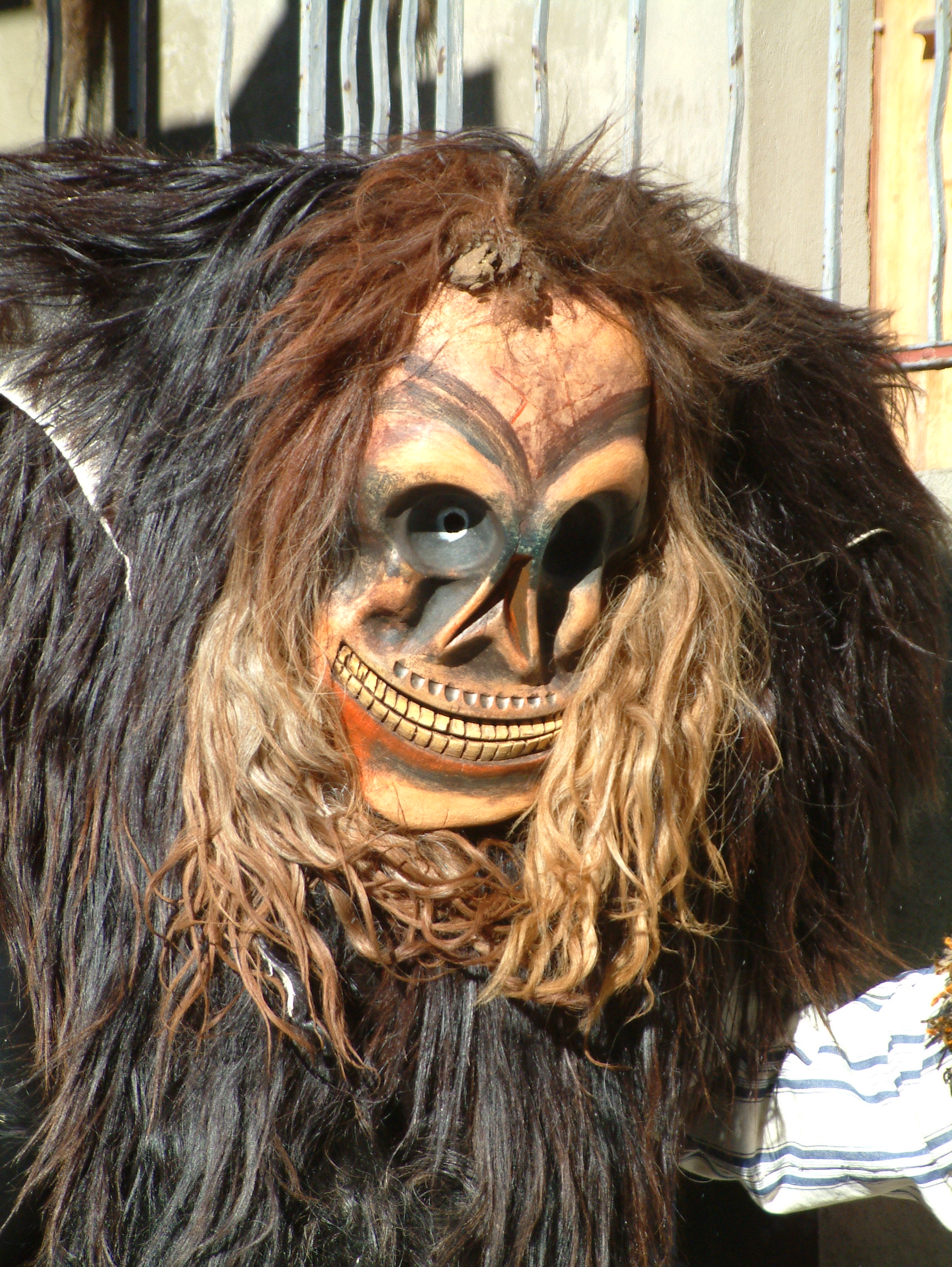
Tschäggättä défilant dans la rue.

Les Tschäggättä (nom féminin pouvant se traduire par « sorcière », « femme simple d'esprit » ou « être étonnant ») sont des personnages monstrueux que l'on voit dans les rues des villages du Lötschental en Suisse pendant le carnaval. 

## Origine

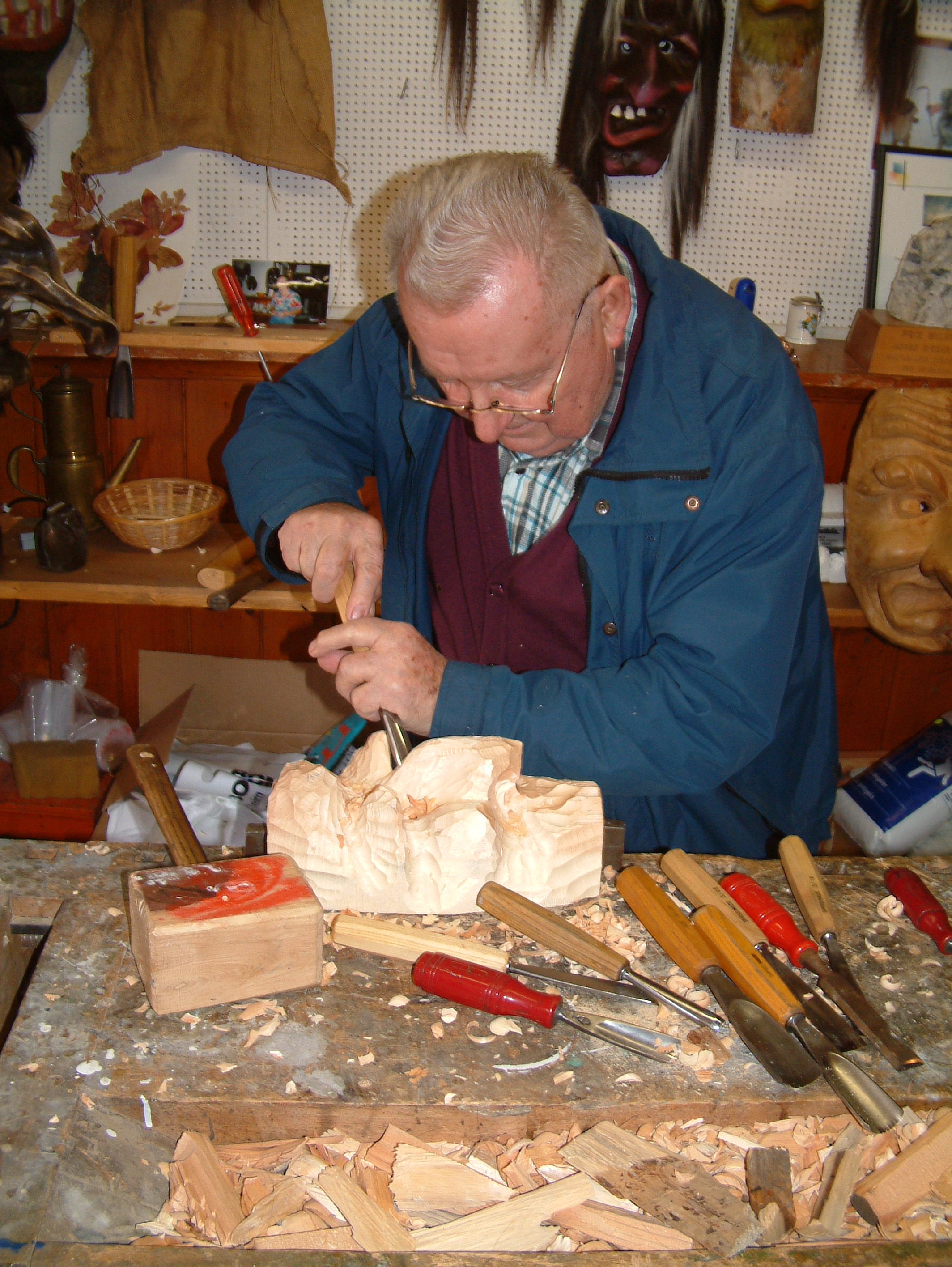
Fabrication d'un masque

Les origines de cette tradition sont peu claires et plusieurs hypothèses sont formulées : légendes relatives à des brigands déguisés en monstres, protestation contre la politique valaisanne en 1550 avec des déguisements, symbole temporaire du retour des morts parmi les vivants ou lutte contre les mauvais esprits. On rencontre parfois le terme de Roitschäggätta, « Roi » signifiant « fumée » dans le dialecte local, en raison de la couleur foncée des masques qui sont suspendus dans une cheminée pour les noircir. 
Couverts de peaux et de fourrures d'animaux avec des masques en bois terrifiants, les hommes (les Treichel) agitent des cloches et font peur aux jeunes filles. Jadis, les Tschäggättä déversaient de la cendre sur la tête de leurs victimes. Elles allaient même jusqu'à entrer dans les maisons et voler de la nourriture, sans oublier de maltraiter quelque peu les occupants. Ce carnaval fut frappé d'un interdit en 1865 puis progressivement réintroduit sous une forme moins brutale au début du XXe siècle.
La tradition est encore l'objet de règles précises qui indiquent les heures de sortie des Tschäggättä et les zones où elles peuvent s'aventurer. Jusque dans les années 1970, les Tschäggättä devaient rentrer à 18 h. En raison de l'évolution de la société, comptant moins de paysans et davantage de personnes travaillant toute la journée, elles peuvent désormais aussi sortir la nuit. 
Chaque année environ cent Tschäggättä défilent de Blatten à Ferden. 
Les masques font l'objet d'un concours pour désigner le meilleur sculpteur sur bois. Le plus ancien masque conservé au Musée du Lötschental remonte aux années 1790.

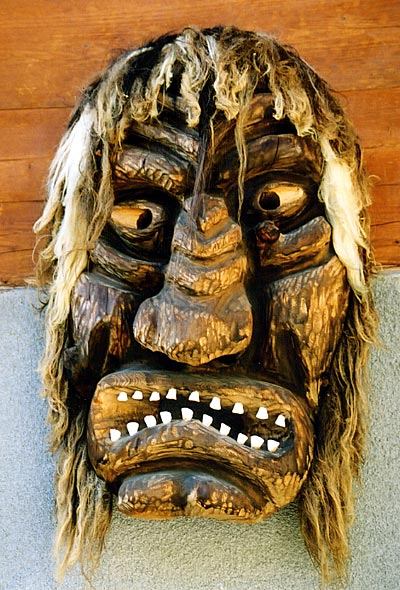
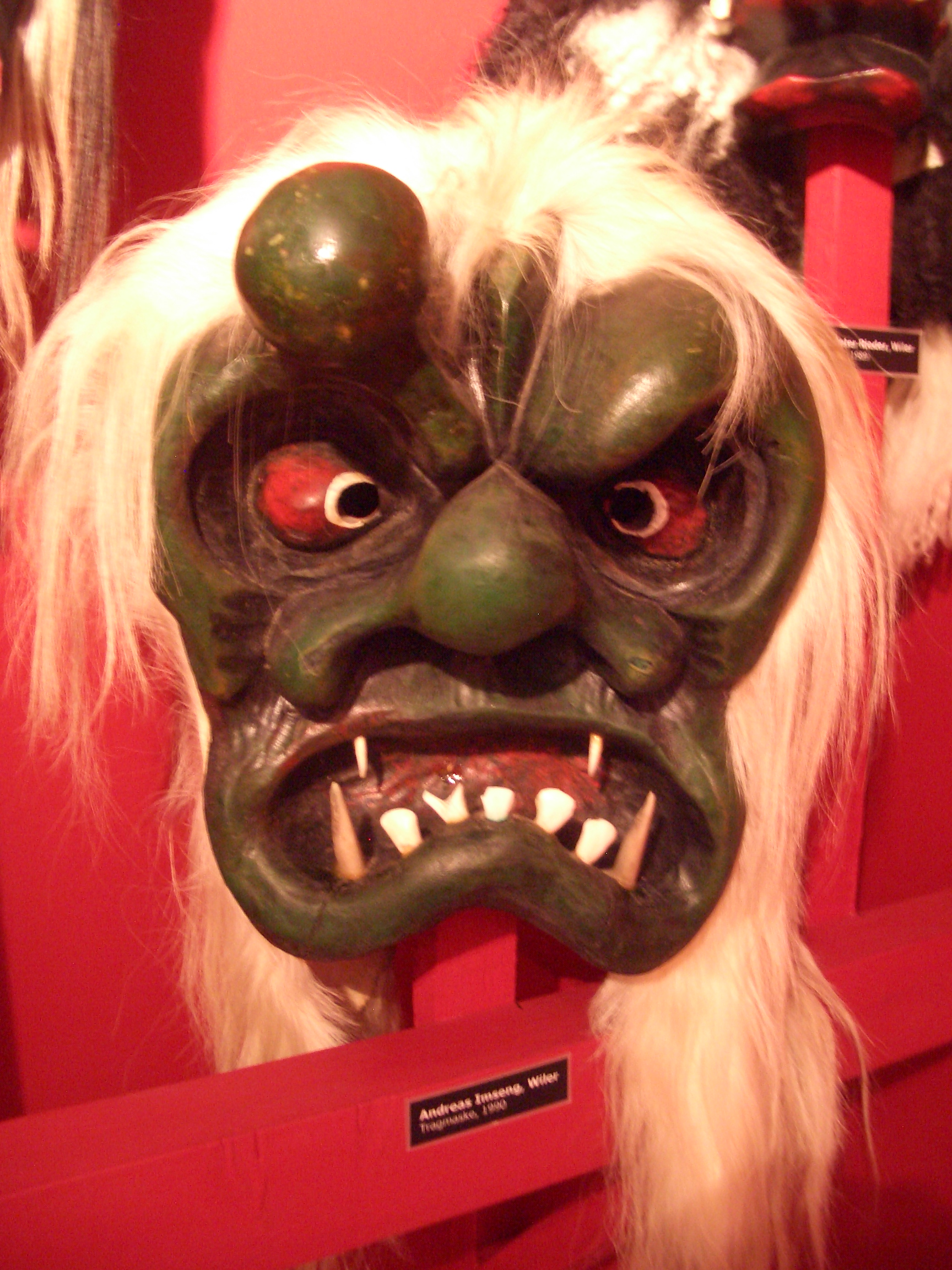
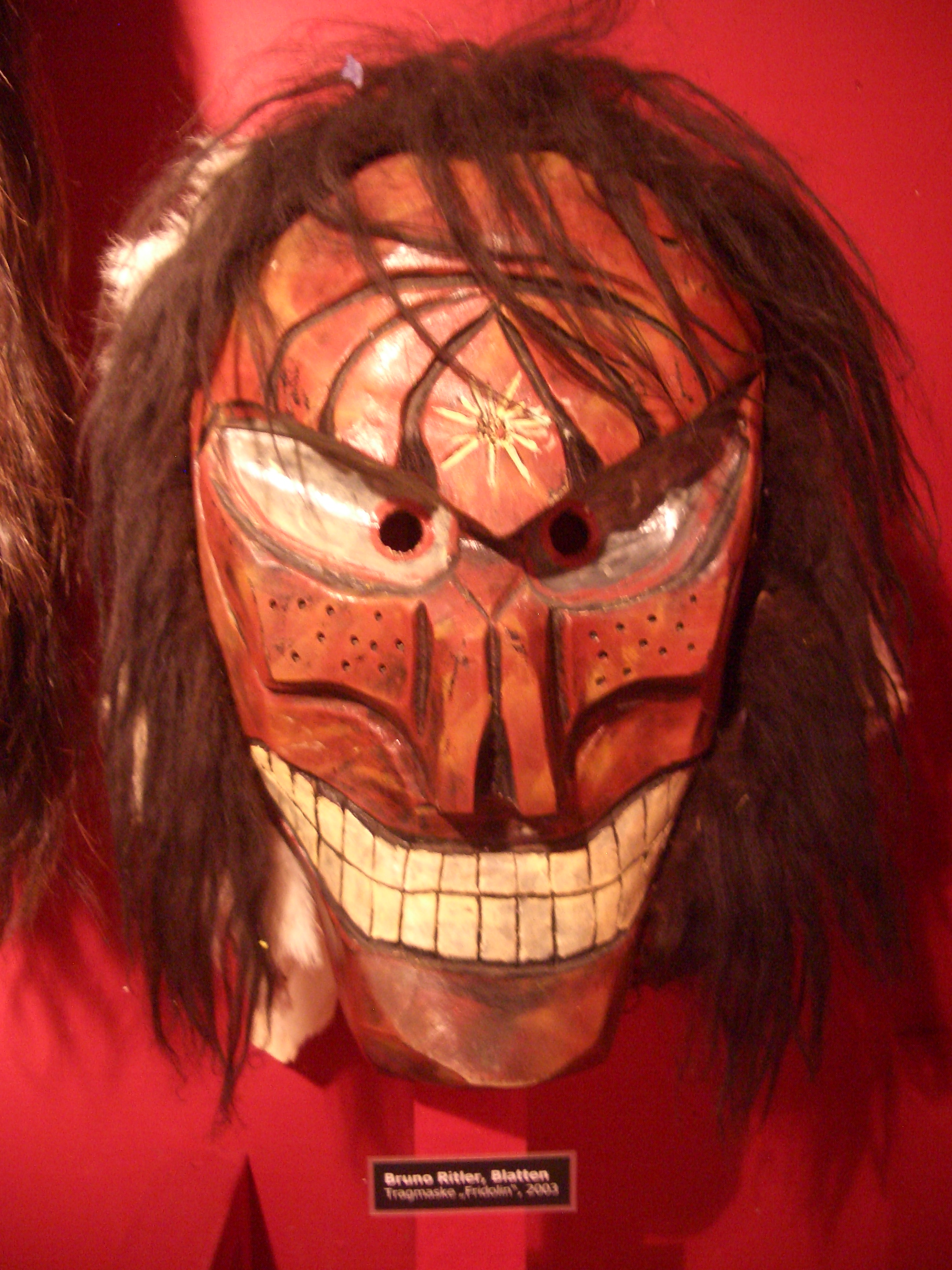
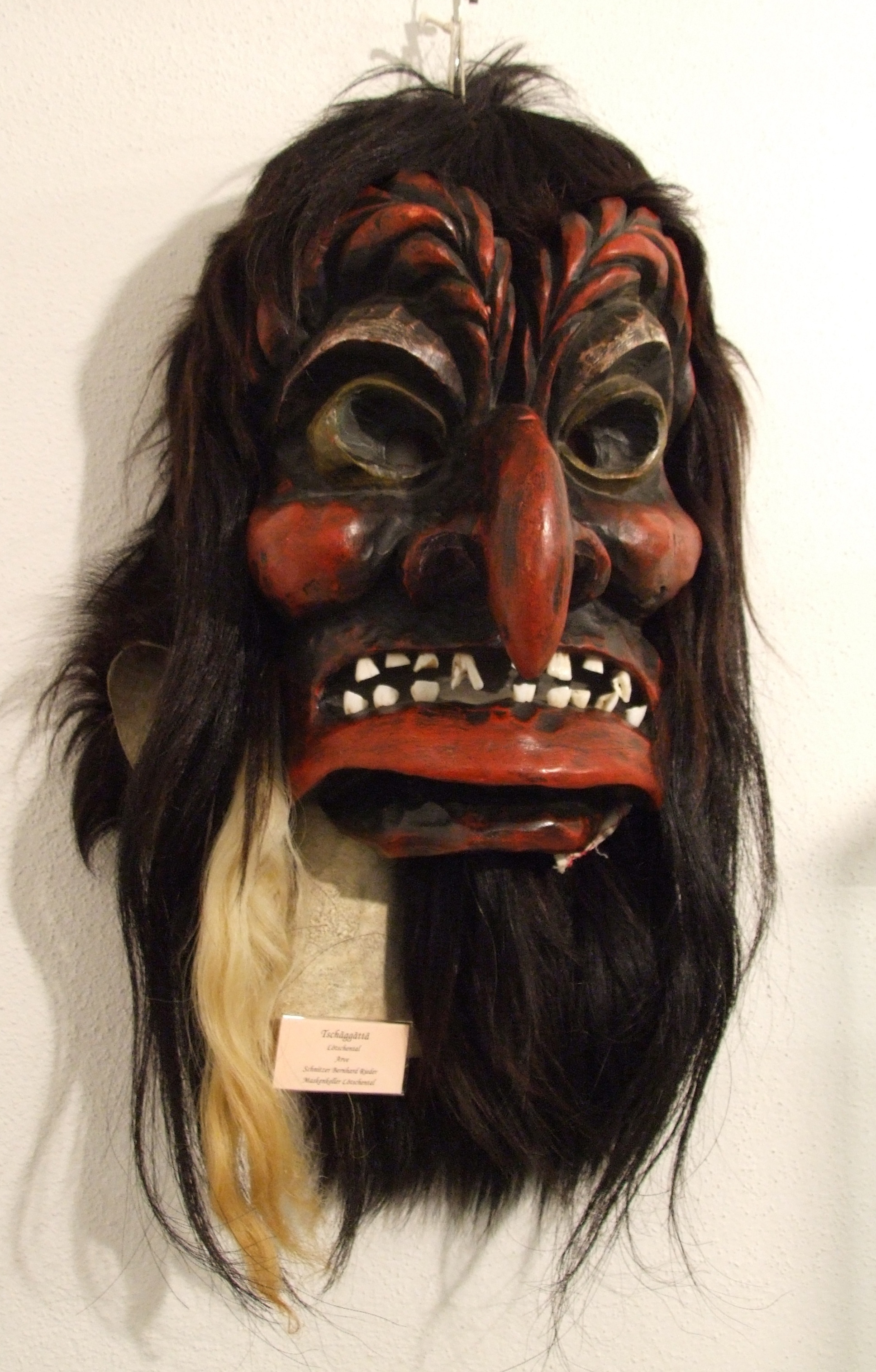